# 横山町 (宇都宮市)
- 日本 > 栃木県 > 宇都宮市 > 横山町
- 日本 > 栃木県 > 宇都宮市 > 横山

横山町（よこやまちょう）は、栃木県宇都宮市の地名。住居表示未実施の横山町と住居表示実施済みの横山（よこやま）一-三丁目がある。

## 概要
宇都宮市街地の北の郊外に位置する、豊郷地区の一地域。北は立伏町、東は下田原町、南東は岩本町、西は下横倉町、南西は野沢町、南は瓦谷町と接する。
かつては稲作を中心とする純農村地域であったが、横山町西部の丘陵がゴルフ場として、また横山町北部の丘陵に団地が造成されニュー富士見ヶ丘団地として整備。この団地の区域は1995年（平成7年）横山町から分離し横山一丁目・二丁目・三丁目の町名が与えられた。現在横山エリアの人口はこのニュー富士見団地に集中している。
人口分布は横山町が218人、横山一丁目が1074人、横山二丁目が1055人、横山三丁目が1202人。

## 地理

### 河川・橋
| 田川 (利根川水系) | - | 横山橋 |
| 一侍川            | - | 下田橋 |
| 一侍川            | - | 大峯橋 |

## 歴史

### 沿革
- 1889年（明治22年）4月1日 - 町村制施行により横山村、関堀村、岩本村、上川俣村、下川俣村、海道新田村、岩曽村、竹林村、今泉新田の一部、大曽村、山本村、長岡村、瓦谷村が合併し、河内郡豊郷村が成立。横山村は豊郷村大字横山となる。
- 1954年（昭和29年）11月1日 - 豊郷村が宇都宮市に編入合併。豊郷村大字横山は宇都宮市横山町となる[3]。
- 1995年（平成7年）10月1日 - 住居表示施行により横山町の一部が横山一-三丁目となる[4]。

## 世帯数と人口
2017年（平成29年）7月31日現在の世帯数と人口は以下の通りである。
| 丁目・町丁 | 世帯数    | 人口    |
| ---------- | --------- | ------- |
| 横山一丁目 | 397世帯   | 1,061人 |
| 横山二丁目 | 408世帯   | 1,074人 |
| 横山三丁目 | 406世帯   | 1,194人 |
| 横山町     | 72世帯    | 202人   |
| 計         | 1,283世帯 | 3,531人 |

## 小・中学校の学区
市立小・中学校に通う場合の学区は以下の通りとなる。
| 町丁       | 小学校                 | 中学校               |
| ---------- | ---------------------- | -------------------- |
| 横山町     | 宇都宮市立豊郷北小学校 | 宇都宮市立豊郷中学校 |
| 横山一丁目 | 宇都宮市立豊郷北小学校 | 宇都宮市立豊郷中学校 |
| 横山二丁目 | 宇都宮市立豊郷北小学校 | 宇都宮市立豊郷中学校 |
| 横山三丁目 | 宇都宮市立豊郷北小学校 | 宇都宮市立豊郷中学校 |

## 交通

### 道路
- 横山街道

### 路線バス
- 関東自動車（関東バス）
  - JR宇都宮駅 - 宇商高校前 - 豊郷台・帝京大学 - ニュー富士見
    - 宇都宮市街とニュー富士見ヶ丘団地との間を行き来する系統。横山地内では「ニュー富士見中」「ニュー富士見上」「ニュー富士見」の3つの停留所がある。

## 主な施設
- 宇都宮市立豊郷北小学校（横山町）
- 星宮神社（横山町）
- 北山霊園（横山町）
- 宇都宮ロイヤルゴルフ俱楽部（横山町）
- ニュー富士見ヶ丘団地（横山一・二・三丁目）